# 윤무

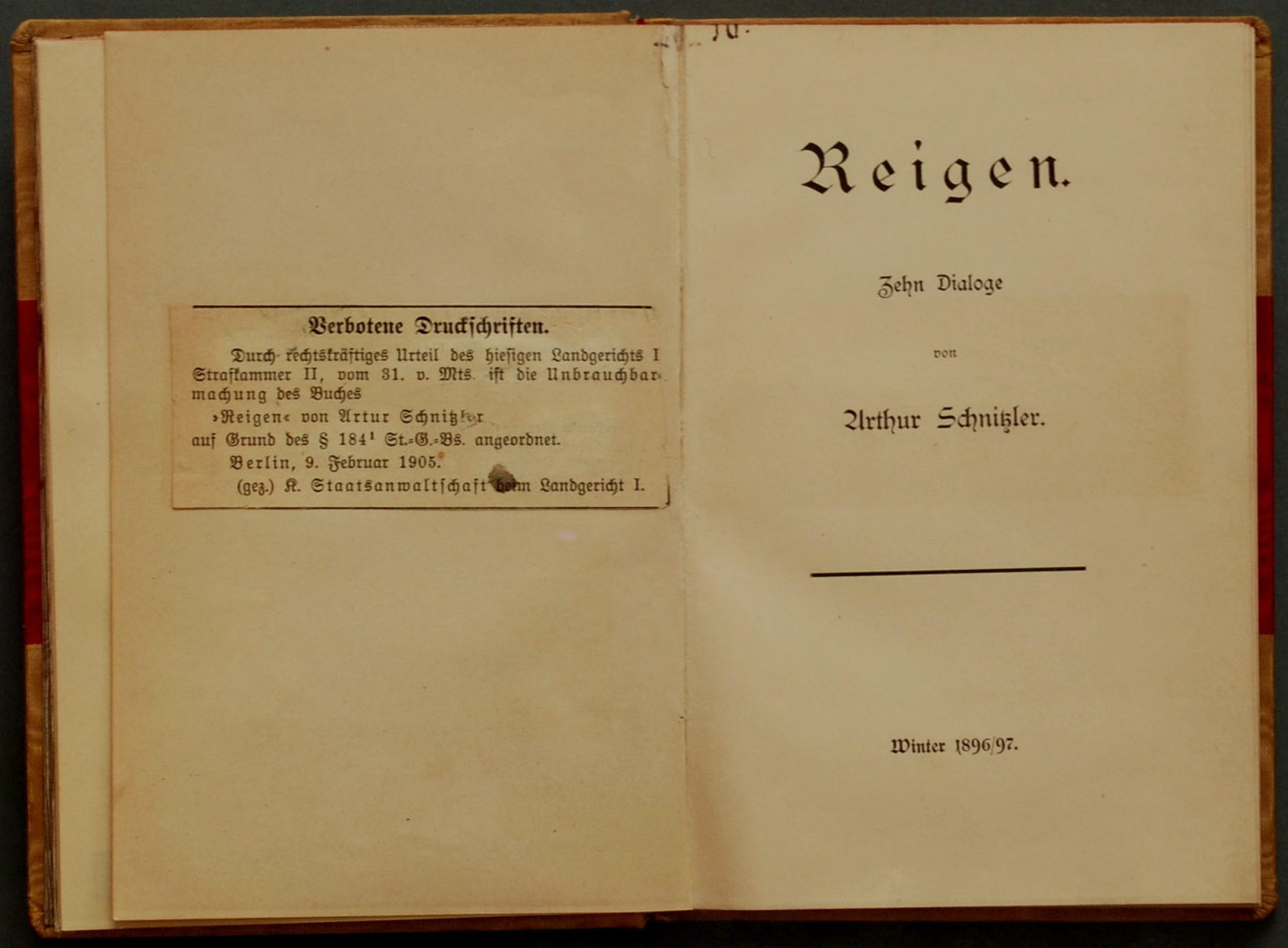

《윤무》(독일어: Reigen)는 아르투어 슈니츨러가 1900년에 쓴 희곡이다.

## 작품 소개
창녀와 군인, 군인과 방 청소하는 하녀, 하녀와 젊은 남자, 젊은 남자와 젊은 여자, 젊은 여자와 남편, 남편과 귀여운 소녀, 귀여운 소녀와 작가, 작가와 여배우, 여배우와 백작, 백작과 창녀의 대화가 각 장을 이루는 대화극이다. ‘섹스’를 무대에서 재연했다는 이유로 재판에 회부되었지만 실은 현대인의 모습을 정교하게 묘사하며 사회 전반의 위선을 드러내고 있는 풍자 가득한 작품이다.
슈니츨러는 1900년에 ＜윤무＞를 자비로 200권을 인쇄해서 비매품으로 친구들에게 나누어 주었고 친구들은 이 작품에 대해서 다양한 반응을 보였다고 한다. 루돌프 로타어는 이 작품의 은밀한 매력을 열렬히 기뻐하며 읽었고, 사랑의 헐떡거림 속에서 인간본성에 대한 풍자를 간파한 알프레트 케르는 이 작품의 ‘야릇한 힘’을 슈니츨러의 새로운 문학경향으로 보았다. 원래 이 작품의 제목은 ＜사랑의 윤무＞였는데 케르가 ＜윤무＞라고 하는 게 좋겠다고 해서 제목을 줄였다고 한다. 케르는 슈니츨러의 이 작품을 ‘소 데카메론’이라고 명명하기도 했다.
슈니츨러는 성관계를 키스나 포옹으로 암시하는 데 만족하지 않고 등장인물의 심리적 변화를 통해 사랑놀이의 책략을 보여 준다. 열 개의 사랑 장면 다음에 무대는 암전되고, 섹스 장면은 대본에 점선으로 표시된다. 그다음 등장인물은 환상에서 깨면서 가벼운 양심의 가책으로 대화를 이어간다. 모든 등장인물은 다음 장면에서 새로운 파트너를 발견한다. 슈니츨러는 길지 않은 문장, 짧은 상황 스케치로 등장인물과 그 인물의 사회적 배경, 역할을 성격화하며 순간적인 성적 만족을 원할 경우 사랑을 꾸며 대고 사랑에 대한 동경에 빠지게 한다.
이 작품이 소송까지 휘말리게 된 이유는 작품 속 등장인물들 사이에서 꼬리에 꼬리를 물고 이루어지는 성적 행위를 무대에서 보여 주려 했기 때문이다. 이는 당시의 드라마 장르에서 혁신적인 착상이었다. ＜윤무＞가 당시에 그토록 큰 반향을 불러일으킨 이유는 작품의 외설시비 때문이 아니라 인간의 본성을 묘사하는 정확성 때문이라고 할 수 있다.

## 서지 정보
- 최석희 역, 2011년, 지식을만드는지식 ISBN 9788966802098